# اردغان
اردغان، روستایی از توابع بخش مرکزی شهرستان اسفراین در استان خراسان شمالی ایران است.

## جمعیت
این روستا در دهستان میلانلو قرار دارد و براساس سرشماری مرکز آمار ایران در سال ۱۳۸۵، جمعیت آن ۶۳۷ نفر (۱۴۲خانوار) بوده‌است.

## فرهنگ
مردم این روستا به زبان تاتی و کرمانجی صحبت می کنندمعنای روستا اردغان به معنای اردو خان‌ها است در گذشته به علت آب هوای خوب آن اردوگاه خان ها بوده است.